# 十條台
十條台（日语：／ Jūjōdai */?）是東京都北區的町名。現行行政地名為十條台一丁目與十條台二丁目。全域已實施住居表示。

## 地理
位於東京都北區西南，屬廣域的「十條」地區南端。北鄰上十條，東連中十條、王子本町，南接王子本町、瀧野川，西通板橋區板橋、加賀。
十條台一丁目與二丁目之間以南北向的JR埼京線為界。町內大半為十條駐屯地與公園、教育設施。

## 歷史
1889年（明治22年）町村制施行時，此地大部分屬北豐島郡王子村（1908年町制施行後為王子町），當時為大字下十條的一部分。王子町在1932年（昭和7年）編入東京市改制王子區時，大字下十條改為下十條町。1947年（昭和22年），王子區與瀧野川區合併成立北區。1966年、1967年陸續實施住居表示。

### 沿革
- 1966年（昭和41年）11月15日 - 實施住居表示（日语：住居表示），十條台一丁目成立。
- 1967年（昭和42年）5月1日 - 實施住居表示（日语：住居表示），十條台二丁目成立。

### 町名變遷
| 實施後       | 實施年月日                 | 實施前（各町一部分）     |
| ------------ | -------------------------- | ------------------------ |
| 十條台一丁目 | 1966年（昭和41年）11月15日 | 下十條町、王子本町三丁目 |
| 十條台二丁目 | 1967年（昭和42年）5月1日   | 下十條町                 |

### 地名由來
「台」意指面石神井川的高地。「十條台」除了是行政上的地名，也可作為這一帶的地名，例如北區十條台區民中心與北區立十條台小學校位於北方的中十條。

## 小、中學校學區
市立小、中學校學區請見下表。
| 町           | 町           | 小學校               | 中學校                 |
| ------------ | ------------ | -------------------- | ---------------------- |
| 十條台一丁目 | 部分         | 北區立王子第二小學校 | 北區立十條富士見中學校 |
| 十條台一丁目 | 部分         | 北區立十條台小學校   | 北區立十條富士見中學校 |
| 十條台二丁目 | 十條台二丁目 | 北區立王子第五小學校 | 北區立十條富士見中學校 |

## 交通

### 鐵道
JR埼京線通過町內。最近的車站是十條台北方上十條的JR十條站。

### 道路
道路的通稱以北區公開資料為準。
- 王子新道
- 中央公園通
- 加賀學園通（嚴格上僅為板橋區側的通稱。道路延伸至十條台內。）

## 設施
- 東京都北區立中央公園（日语：東京都北区立中央公園）（十條台一丁目）
- 十條駐屯地（十條台一丁目）
- 北區立中央圖書館（十條台一丁目）
- 北區立十條富士見中學校（十條台一丁目）
- 東京都立北特別支援學校（十條台一丁目）
- 東京都立王子特別支援學校（日语：東京都立王子特別支援学校）（十條台一丁目）
- 東京都立王子第二特別支援學校（十條台一丁目）
- 東京成德大學（日语：東京成徳大学）本部、十條台校區（十條台一丁目）
- 東京成德短期大學本部校區（十條台一丁目）
- 東京都立北療育醫療中心（十條台一丁目）
- 東京家政大學附屬女子中學校、高等學校（日语：東京家政大学附属女子中学校・高等学校）（校第大半在十條台二丁目內。本部建築位於板橋區加賀。）

## 備註
1. ↑  人口統計表（平成26年08月1日現在） 的存檔，存档日期2014-08-19.
2. ↑  小学校通学區域一覧｜東京都北區 （页面存档备份，存于） 2014年3月5日閲覧。
3. ↑  中学校通学區域一覧｜東京都北區 （页面存档备份，存于） 2014年3月5日閲覧。
4. ↑  道路の通称名｜東京都北區 由於北區網站內的解說網頁已消失，因此參照國立國會圖書館保存す的資料た。2014年3月4日閲覧。